# آنتونی (ویرجینیای غربی)
آنتونی (به انگلیسی: Anthony) یک منطقهٔ مسکونی در ایالات متحده آمریکا است که در شهرستان گرین‌بریر، ویرجینیای غربی واقع شده است. آنتونی ۵۶۲٫۹۷ متر بالاتر از سطح دریا واقع شده است.